# Sportåret 1974

## Händelser

### Amerikansk fotboll
- Miami Dolphins besegrar Minnesota Vikings med 24 – 7 i Super Bowl VIII. (Final för 1973).

#### NFL:s slutspel för 1974

##### NFC (National Football Conference)
- Los Angeles Rams besegrar  Washington Redskins med 19 - 10
- Minnesota Vikings besegrar Saint Louis Cardinals med 30 - 14
  - Minnesota Vikings besegrar Los Angeles Rams med 14 - 10 i NFC-finalen

##### AFC (American Football Conference)
- Oakland Raiders besegrar Miami Dolphins med 28 - 26
- Pittsburgh Steelers besegrar Buffalo Bills med 32 – 14
  - Pittsburgh Steelers besegrar Oakland Raiders med 24 - 13 i AFC-finalen

### Bandy
- 17 mars
  - Katrineholms SK blir svenska dammästare genom att finalslå IK Göta med 8-2 på Söderstadion i Stockholm.[1]
  - Falu BS blir svenska herrmästare genom att finalslå Katrineholms SK med 3-0 på Söderstadion i Stockholm.[2][3]

### Baseboll
- 17 oktober - American League-mästarna Oakland Athletics vinner World Series med 4-1 i matcher över National League-mästarna Los Angeles Dodgers.[4]

### Basket
- 12 maj - Boston Celtics vinner NBA-finalserien mot Milwaukee Bucks.[5]
- 14 juli - Sovjet blir herrvärldsmästare i turneringen i Puerto Rico före Jugoslavien och USA.[6]
- 3 september - Sovjet vinner damernas Europamästerskap på Sardinien före Tjeckoslovakien och Italien.[7]

### Bordtennis
- István Jonyer & Tibor Klampár, Ungern blir europamästare i herrdubbel genom att i finalen besegra Stellan Bengtsson & Kjell Johansson.
- J. Magos, Ungern blir europamästare i damsingel genom att i finalen besegra Ann-Christin Hellman, Sverige.
- Sverige blir europamästare i lag före Ungern.

### Boxning
- George Foreman försvarar sin VM-titel genom att besegra Ken Norton .
- Muhammad Ali återtar världsmästartiteln i tungviktsboxning genom att i en match i Kinshasa Zaire besegra George Foreman.

### Cykel
- Eddy Merckx, Belgien vinner landsvägsloppet vid VM
- Eddy Merckx, Belgien vinner Giro d'Italia för femte gången
- Eddy Merckx, Belgien vinner Tour de France för femte gången
- José Manuel Fuente, Spanien vinner Vuelta a España för andra gången

### Fotboll
- 14 mars - Zaire vinner afrikanska mästerskapet i Egypten, genom att besegra Zambia med 2–0 i omspelsfinalen i Kairo.[8]
- 4 maj - Liverpool FC vinner FA-cupfinalen mot Newcastle United FC med 3-0 på Wembley Stadium.[9]
- 8 maj - 1. FC Magdeburg vinner Europeiska cupvinnarcupen genom att besegra AC Milan med 2–0 i finalen på Stadion Feijenoord i Rotterdam.[10]
- 11 maj - Nederländerna spelar sin första officiella damlandskamp i fotboll, då man i Schaffhausen besegrar Schweiz med 3-0.[11]
- 17 maj - FC Bayern München vinner Europacupen för mästarlag genom att besegra Real Madrid med 4–0 i omspelsfinalen på Heyselstadion i Bryssel.[10]
- 23 maj – Malmö FF vinner Svenska cupen genom att finalslå Östers IF med 2-0 i Halmstad.[12]
- 29 maj - Feyenoord vinner UEFA-cupen, genom att besegra Tottenham Hotspur i finalerna.[10]

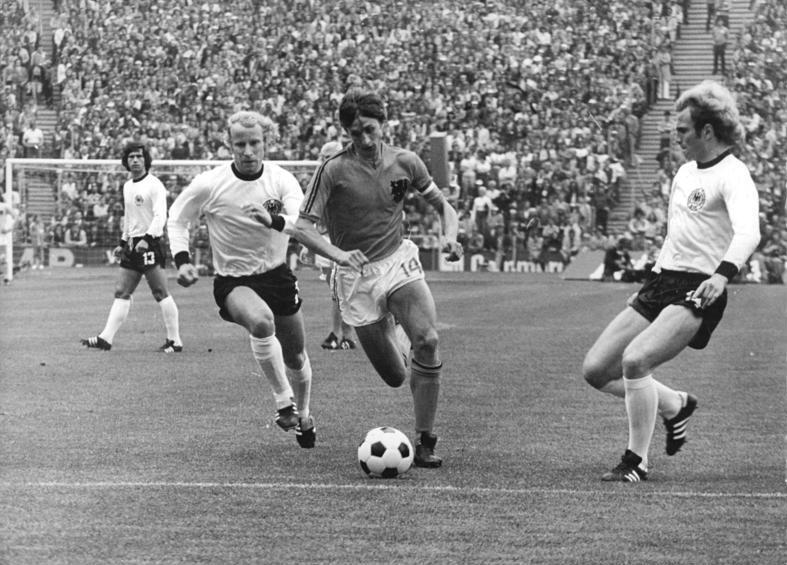
Västtyskland besegrar Nederländerna med 2-1 i VM-finalen.

- 14 juni – Första Rött kort i en mästerskapsmatch, till chilenske Carlos Caszely under matchen Västtyskland-Chile i VM.
- 7 juli - Västtyskland vinner VM för andra gången. Laget besegrar Nederländerna på hemmaplan i München med 2-1.[13]
- 28 juli - Danmark blir nordiska dammästare på Åland före Sverige och Finland.[14]
- Okänt datum – Johan Cruyff, Nederländerna, utses till Årets spelare i Europa för tredje gången.
- Okänt datum – Elías Figueroa, Chile, utses till Årets spelare i Sydamerika.
- Okänt datum – Paul Moukila, Kongo, utses till Årets spelare i Afrika.

#### Ligasegrare / resp. lands mästare
- Belgien - RSC Anderlecht
- England - Leeds United FC
- Frankrike - AS Saint Étienne
- Italien - SS Lazio
- Nederländerna – Feyenoord
- Skottland - Celtic FC
- Spanien - Real Madrid
- Sverige - Malmö FF
- Västtyskland - Bayern München

### Friidrott
- 31 december - Rafael Ángel Pérez, Costa Rica vinner Sylvesterloppet i São Paulo.[15]
- Neil Cusack, Irland vinner herrklassen vid Boston Marathon.[16] medan Michiko Gorman, USA vinner damklassen.[17]

### Golf

#### Herrar
- The Masters vinns av Gary Player, Sydafrika
- US Open vinns av Hale Irwin, USA
- British Open vinns av Gary Player, Sydafrika
- PGA Championship vinns av Lee Trevino, USA
- Mest vunna vinstpengar på PGA-touren: Johnny Miller, USA med $353 022

#### Damer
- US Womens Open – Sandra Haynie, USA
- LPGA Championship – Sandra Haynie, USA
- Mest vunna vinstpengar på LPGA-touren: JoAnne Carner, USA med $87 094

### Gymnastik

#### VM

##### Herrar
- - Mångkamp, individuellt
- 1 Shigeru Kasamatsu, Japan
  - Mångkamp, lag
- 1 Japan
  - Fristående
- 1 Shigeru Kasamatsu, Japan
  - Räck
- 1 Eberhard Gienger, Västtyskland
  - Barr
- 1 Eizo Kenmotsu, Japan
  - Bygelhäst
- 1 Zoltan Magyar, Ungern
  - Ringar
- 1 Danut Grecu, Rumänien
  - Hopp
- 1 Shigeru Kasamatsu, Japan

##### Damer
- - Mångkamp, individuellt
- 1 Ludmilla Touristjeva, Sovjetunionen
  - Mångkamp, lag
- 1 Sovjetunionen
  - Fristående
- 1 Ludmilla Touristjeva, Sovjetunionen
  - Barr
- 1 Annelore Zinke, DDR
  - Bom
- 1 Ludmilla Touristjeva, Sovjetunionen
  - Hopp
- 1 Olga Korbut, Sovjetunionen

### Handboll
- 10 mars - Rumänien blir herrvärldsmästare genom att finalbesegra Östtyskland med 14-12 i Östberlin.[18]
- 26 november - Jugoslavien vinner World Cup genom att finalslå Polen med 17-16 i Sverige.[19]

### Ishockey
- 14 mars - Svenska mästare blir Leksands IF genom serieseger före Timrå IK och Södertälje SK.[20]
- 20 april - Sovjet blir världsmästare för andra för året i rad och för fjärde gången under de senaste fem åren. Tjeckoslovakien tar silver och Sverige brons.[21]
- 19 maj - Stanley Cup vinns av Philadelphia Flyers som besegrar Boston Bruins med 4 matcher mot 2 i slutspelet.[22]

### Konståkning

#### VM
- Herrar – Jan Hoffmann, DDR
- Damer – Christine Errath, DDR
- Paråkning – Irina Rodnina & Aleksandr Zaitsev, Sovjetunionen
- Isdans - Ljudmila Pachomova & Aleksandr Gorsjkov, Sovjetunionen

#### EM
- Herrar – Jan Hoffmann, DDR
- Damer – Christine Errath, DDR
- Paråkning – Irina Rodnina & Aleksandr Zaitsev, Sovjetunionen
- Isdans - Ljudmila Pachomova & Aleksandr Gorsjkov, Sovjetunionen

### Landhockey
- 8 juni - Sverige spelar i Köping sin första officiella herrlandskamp i landhockey, då man förlorar med 0-3 mot Finland.[23]

### Motorsport
- 26 maj -  David Pearson vinner World 500 i en #21[24] Mercury för Wood Brothers.

#### Formel 1
- 9 juni - Bertil Roos kör sitt enda F1-lopp i karriären vid Sveriges Grand Prix.
- 5 oktober - Världsmästare blir Emerson Fittipaldi, Brasilien.

#### Roadracing
- Kent Andersson, Sverige blir världsmästare i 125cc-klassen.

#### Speedway
- Anders Michanek, Sverige blir världsmästare.

#### Sportvagnsracing
- Den franska biltillverkaren Matra vinner sportvagns-VM.
- Fransmännen Henri Pescarolo och Gérard Larrousse vinner Le Mans 24-timmars med en Matra-Simca MS670B.

### Orientering
- 20-22 september - Världsmästerskapen avgörs i Viborg.[25]

### Rodd
- 6 september - Anders Svedlund fullbordar som första person en ensamkorsning av Stilla havet i roddbåt, 191 dagar, 10 400 km (5615 Nautisk mil), start 27 februari

### Simning

#### EM
- Vid EM i simning uppnådde svenska simmare följande resultat:
  - 400 m frisim, herrar – 2 Bengt Gingsjö
  - Lagkapp 4 x 200 m frisim, herrar – 3. Sverige
  - 100 m fjäril, damer – 3. Gunilla Andersson
  - Lagkapp 4 x 100 m medley, damer – 3. Sverige

### Skidor, alpint

#### Herrar

##### VM
- - Slalom
- 1 Gustavo Thöni, Italien
- 2 David Zwilling, Österrike
- 3 Francisco Fernandez-Ochoa, Spanien
  - Storslalom
- 1 Gustavo Thöni, Italien
- 2 Hansi Hinterseer, Österrike
- 3 Piero Gros, Italien
  - Störtlopp
- 1 David Zwilling, Österrike
- 2 Franz Klammer, Österrike
- 3 Willie Frommelt, Liechtenstein
  - Kombination
- 1 Franz Klammer, Österrike
- 2 Andrzej Bachleda, Polen
- 3 Wolfgang Junginger, Västtyskland

##### Världscupen
- Totalsegrare: Piero Gros, Italien
- Slalom: Gustavo Thöni, Italien
- Storslalom: Piero Gros, Italien
- Störtlopp: Roland Collombin, Schweiz

##### SM
- Slalom vinns av Ingemar Stenmark, Tärna IK Fjällvinden. Lagtävlingen vinns av Tärna IK Fjällvinden.
- Storslalom vinns av Bobbo Nordenskiöld, Åre SLK. Lagtävlingen vinns av Tärna IK Fjällvinden.
- Störtlopp vinns av Bobbo Nordenskiöld, Åre SLK. Lagtävlingen vinns av Åre SLK.

#### Damer

##### VM
- - Slalom
- 1 Hanni Wenzel, Liechtenstein
- 2 Michelle Jacot, Frankrike
- 3 Lise-Marie Morerod, Schweiz
  - Storslalom
- 1 Fabienne Serrat, Frankrike
- 2 Traudl Treichl, Västtyskland
- 3 Jacqueline Rouvier, Frankrike
  - Störtlopp
- 1 Annemarie Moser-Pröll, Österrike
- 2 Betsy Clifford, Kanada
- 3 Wiltrud Drexel, Österrike
  - Kombination
- 1 Fabienne Serrat, Frankrike
- 2 Hanni Wenzel, Liechtenstein
- 3 Monika Kaserer, Österrike

##### Världscupen
- Totalsegrare: Annemarie Moser-Pröll, Österrike
- Slalom: Christa Zechmeister, Västtyskland
- Storslalom: Hanni Wenzel, Liechtenstein
- Störtlopp: Annemarie Moser-Pröll, Österrike

##### SM
- Slalom vinns av Lena Sollander, Östersund-Frösö SLK. Lagtävlingen vinns av Östersund-Frösö SLK.
- Storslalom vinns av Pia Gustafsson, Gällivare SK. Lagtävlingen vinns av Östersund-Frösö SLK.
- Störtlopp vinns av Karin Sundberg, Lycksele IF. Lagtävlingen vinns av Östersund-Frösö SLK.

### Skidor, längdåkning

#### Herrar

##### VM
- - 15 km
- 1 Magne Myrmo, Norge
- 2 Gerhard Grimmer, DDR
- 3 Vassilij Rotsjev, Sovjetunionen
  - 30 km
- 1 Thomas Magnuson, Sverige
- 2 Juha Mieto, Finland
- 3 Jan Staszel, Polen
  - Stafett 4 x 10 km
- 1 DDR
- 2 Sovjetunionen
- 3 Norge

##### Världscupen
- 1 Ivar Formo, Norge
- 2 Juha Mieto, Finland
- 3 Edi Hauser, Schweiz

##### Övrigt
- 3 mars - Matti Kuosku, Högbo IF vinner Vasaloppet.[26][27]

##### SM
- 15 km vinns av Thomas Magnusson, Delsbo IF. Lagtävlingen vinns av Orsa IF.
- 30 km vinns av Thomas Magnusson, Delsbo IF. Lagtävlingen vinns av Orsa IF.
- 50 km vinns av Thomas Magnusson, Delsbo IF. Lagtävlingen vinns av Orsa IF.
- Stafett 3 x 10 km vinns av Orsa IF med laget  Lars-Arne Bölling, Esbjörn Ulvenvall och Tommy Limby.

#### Damer

##### VM
- - 5 km
- 1 Galina Kulakova, Sovjetunionen
- 2 Blanca Paulu, Tjeckoslovakien
- 3 Raisa Smetanina, Sovjetunionen
  - 10 km
- 1 Galina Kulakova, Sovjetunionen
- 2 Barbara Petzold-Beyer, DDR
- 3 Helena Takalo, Finland
  - Stafett 3 x 5 km
- 1 Sovjetunionen
- 2 DDR
- 3 Tjeckoslovakien

##### SM
- 5 km vinns av Görel Partapuoli, Lycksele IF. Lagtävlingen vinns av Malmbergets AIF.
- 10 km vinns av Meeri Bodelid, IF Ymer, Borås. Lagtävlingen vinns av Malmbergets AIF.
- Stafett 3 x 5 km vinns av Delsbo IF med laget  Margareta Hermansson, Eva Olsson och Gudrun Fröjdh .

### Skidskytte

#### VM

##### Herrar
- Sprint 10 km
  - 1 Juhanni Suutarinen, Finland
  - 2 Günther Bartnick, DDR
  - 3 Torsten Wadman, Sverige
- Distanslopp 20 km
  - 1 Aleksandr Tichonov, Sovjetunionen
  - 2 Gennadij Kovaljev, Sovjetunionen
  - 3 Thor Svendsberget, Norge
- Stafett 4 x 7,5 km
  - 1 Sovjetunionen (Aleksandr Tichonov, Aleksandr Usjakov,  Nikolaj Kruglov & Jurij Kolmakov)
  - 2 Finland (Simo Halonen, Carl-Henrik Flöjt, Juhanni Suutarinen & Heikki Ikola)
  - 3 Norge (Kjell Hovda, Kåre Hovda, Terje Hanssen & Thor Svendsberget)

### Tennis

#### Herrar
- Tennisens Grand Slam:
  - Australiska öppna - Jimmy Connors, USA
  - Franska öppna - Björn Borg, Sverige
  - Wimbledon - Jimmy Connors, USA
  - US Open - Jimmy Connors, USA

##### Davis Cup
- 1 december - Sydafrika vinner Davis Cup på walk over mot Indien i finalen.[28]

#### Damer
- Tennisens Grand Slam:
  - Australiska öppna - Evonne Goolagong, Australien
  - Franska öppna - Chris Evert, USA
  - Wimbledon - Chris Evert, USA
  - US Open - Billie Jean King, USA
- 19 maj - Australien vinner Federation Cup genom att finalbesegra USA med 2-1 i Neapel.[29]

### Volleyboll
- 27 oktober - Japan blir damvärldsmästare i Guadalajara före Sovjet och Sydkorea.[30]
- 28 oktober - Polen blir herrvärldsmästare i Mexico City före Sovjet och Japan.[31]

## Evenemang
- VM på cykel genomförs i Montréal, Kanada
- VM i gymnastik genomförs i Varna, Bulgarien
- VM i ishockey genomförs i Helsingfors i Finland.
- VM i konståkning genomförs i München, Västtyskland
- VM i skidskytte genomförs i Minsk, Sovjetunionen
- VM på skidor, nordiska grenar genomförs i Falun, Sverige
- VM på skidor alpina grenar genomförs i St. Moritz, Schweiz
- VM i fotboll genomförs i Västtyskland med matcher i Berlin,  Dortmund, Düsseldorf, Frankfurt am Main, Gelsenkirchen, Hamburg, Hannover, Stuttgart och finalen i München.
- EM i bordtennis anordnas i Novi Sad, Jugoslavien.
- EM i simning anordnas i Wien, Österrike.

## Bildade föreningar och klubbar
- Assyriska FF, fotboll.

## Födda
- 2 januari
  - Ludmila Formanová, tjeckisk friidrottare.
  - Juha Lind, finländsk ishockeyspelare
  - Henric Jacobsson, fotbollsspelare IK Oden, Irsta IF och Skinnskatteberg

- 3 januari - Alessandro Petacchi, italiensk tävlingscyklist.
- 4 januari
  - Armin Zöggeler, italiensk rodelåkare.
  - Paolo Bettini, italiensk tävlingscyklist.
- 7 januari - Julen Guerrero, spansk fotbollsspelare.
- 8 januari - Jürg Grünenfelder, schweizisk alpin skidåkare.
- 9 januari - Sávio, brasiliansk fotbollsspelare.
- 10 januari - Steve Marlet, fransk fotbollsspelare.
- 11 januari
  - Jens Nowotny, tysk fotbollsspelare.
  - Xiong Ni, kinesisk simhoppare.
- 12 januari
  - Tor Arne Hetland, norsk längdskidåkare.
  - Peter Vougt, svensk fotbollsspelare.
- 13 januari - Sergei Brylin, rysk ishockeyspelare.
- 16 januari - Mattias Jonson, svensk fotbollsspelare.
- 17 januari - Marco Antonio Barrera, mexikansk boxare.
- 19 januari - Ian Laperriere, kanadensisk ishockeyspelare.
- 20 januari – Alvin Harrison, amerikansk friidrottare.
- 22 januari
  - Jörg Böhme, tysk fotbollsspelare.
  - Sami Helenius, finländsk ishockeyspelare.
- 24 januari - Mattias Hugosson, svensk fotbollsmålvakt.
- 27 januari – Ole Einar Bjørndalen, norsk skidskytt.
- 1 februari
  - Richard Richardsson, svensk snowboardåkare.
  - Jesper Rönnbäck, svensk puckelpiståkare.
- 5 februari
  - Erica Johansson, svensk friidrottare.
  - Jesper Blomqvist, svensk fotbollsspelare.
- 6 februari - Javi Navarro, spansk fotbollsspelare.
- 7 februari - Steve Nash, kanadensisk basketspelare.
- 9 februari - Jordi Cruyff, nederländsk fotbollsspelare.
- 11 februari - Jaroslav Spacek, tjeckisk ishockeyspelare.
- 12 februari - Toranosuke Takagi, japansk racerförare.
- 15 februari - Alexander Wurz, österrikisk racerförare.
- 16 februari - Jonas Gustafsson, svensk bandyspelare.
- 18 februari - Jevgenij Kafelnikov, rysk tennisspelare.
- 19 februari - Daniel Tjernström, svensk fotbollsspelare.
- 21 februari - Iván Campo, spansk fotbollsspelare.
- 22 februari - Mathias Johansson, svensk ishockeyspelare.
- 24 februari - Sami Laakkonen, finländsk bandyspelare.
- 26 februari
  - Sébastien Loeb, fransk rallyförare.
  - Martina Zellner, tysk skidskytt.
- 27 februari - Colin Edwards, amerikansk roadracingförare.
- 3 mars - Josef Strobl, österrikisk alpin skidåkare.
- 4 mars
  - Ariel Ortega, argentinsk fotbollsspelare.
  - Karol Kucera, slovakisk tennisspelare.
- 6 mars - Sergej Rebrov, ukrainsk fotbollsspelare.
- 10 mars - Jörgen Brink, svensk längdskidåkare.
- 13 mars
  - Thomas Enqvist, svensk tennisspelare.
  - Vampeta, född Marcos André Batista Santos, brasiliansk fotbollsspelare.
- 14 mars - Patrick Traverse, kanadensisk ishockeyspelare.
- 15 mars - Anders Andersson, svensk fotbollsspelare.
- 19 mars - Mirko Celestino, italiensk tävlingscyklist.
- 20 mars - Mattias Asper, svensk fotbollsmålvakt.
- 24 mars - Sergej Kljugin, rysk friidrottare.
- 26 mars
  - Michael Peca, kanadensisk ishockeyspelare.
  - Taribo West, nigeriansk fotbollsspelare.
- 27 mars - Gaizka Mendieta, spansk fotbollsspelare.
- 29 mars - Marc Gené, spansk racerförare.
- 1 april – Sandra Völker, tysk simmare.
- 5 april - Vjatjeslav Voronin, rysk höjdhoppare.
- 6 april - Robert Kovac, kroatisk fotbollsspelare.
- 8 april - Fredrik Krekula, svensk ishockeyspelare.
- 10 april - Andreas Andersson, svensk fotbollsspelare.
- 11 april – Álex Corretja, spansk tennisspelare.
- 12 april
  - Roman Hamrlik, tjeckisk ishockeyspelare.
  - Sylvinho, brasiliansk fotbollsspelare.
- 13 april
  - Sergei Gonchar, rysk ishockeyspelare.
  - Martin Höllwarth, österrikisk backhoppare.
- 14 april - Zali Steggall, australiensisk alpin skidåkare.
- 16 april - Mattias Timander, svensk ishockeyspelare.
- 24 april - Adrian Ilie, rumänsk fotbollsspelare.
- 29 april
  - Pascal Cygan, fransk fotbollsspelare.
  - Julian Knowle, österrikisk tennisspelare.
  - James Thompson, brittisk racerförare.
- 3 maj - Jukka Hentunen, finländsk ishockeyspelare.
- 8 maj - Jörgen Kruth, svensk thaiboxare.
- 9 maj - Stephane Yelle, kanadensisk ishockeyspelare.
- 10 maj - Sylvain Wiltord, fransk fotbollsspelare.
- 11 maj - Simon Aspelin, svensk tennisspelare.
- 13 maj - Tommy Åström, sportkommentator.
- 17 maj - Damiano Tommasi, italiensk fotbollsspelare.
- 22 maj - Daniel Nannskog, svensk fotbollsspelare.
- 26 maj - Lars Frölander, svensk simmare.
- 27 maj - Suzanne Sjögren, sportjournalist.
- 31 maj
  - Chad Campbell, amerikansk golfspelare.
  - Jim Carey, amerikansk ishockeymålvakt.
  - Mikael Håkanson, svensk ishockeyspelare.
- 1 juni - Michael Rasmussen, dansk tävlingscyklist.
- 4 juni - Tom Koivisto, finländsk ishockeyspelare.
- 5 juni - Roberto Locatelli, italiensk roadracingförare.
- 6 juni - Anson Carter, kanadensisk ishockeyspelare.
- 10 juni - Andreas Bergwall, svensk bandymålvakt.
- 11 juni - Jan Huokko, svensk ishockeyspelare.
- 13 juni - Valeri Bure, rysk ishockeyspelare.
- 15 juni
  - Radek Hamr, tjeckisk ishockeyspelare.
  - Niklas Skoog, svensk fotbollsspelare.
- 18 juni - Vincenzo Montella, italiensk fotbollsspelare.
- 26 juni
  - Derek Jeter, amerikansk basebollspelare.
  - Dieter Kalt, österrikisk ishockeyspelare.
- 29 juni - Sergej Obuchov, rysk bandyspelare.
- 1 juli - Maksim Susjinskij, rysk ishockeyspelare.
- 2 juli - Robert Carlsson, svensk ishockeyspelare.
- 3 juli - Peter Fischerström, svensk innebandyspelare.
- 4 juli
  - Liv Grete Poirée, norsk skidskytt.
  - Denis Pankratov, rysk simmare.
- 5 juli - Márcio Amoroso, brasiliansk fotbollsspelare.
- 6 juli
  - Steve Sullivan, kanadensisk ishockeyspelare.
  - Zé Roberto, brasiliansk fotbollsspelare.
- 7 juli
  - Patrick Lalime, kanadensisk ishockeymålvakt.
  - Karlis Skrastins, lettisk ishockeyspelare.
- 8 juli - Dragoslav Jevrić, montenegrinsk fotbollsmålvakt.
- 10 juli - Daniele Adani, italiensk fotbollsspelare.
- 11 juli - André Ooijer, holländsk fotbollsspelare.
- 13 juli – Jarno Trulli, italiensk racerförare.
- 17 juli - Claudio López, argentinsk fotbollsspelare.
- 23 juli
  - Maurice Greene, amerikansk friidrottare.
  - Bente Nordby, norsk fotbollsmålvakt.
- 26 juli - Peter Nordström, svensk ishockeyspelare.
- 29 juli - Mikaela Ingberg, finländsk friidrottare.
- 1 augusti - Beckie Scott, kanadensisk längdskidåkare.
- 3 augusti - Andreas Schifferer, österrikisk alpin skidåkare.
- 4 augusti - Kily González, argentinsk fotbollsspelare.
- 8 augusti - Andy Priaulx, brittisk racerförare.
- 9 augusti
  - Raphaël Poirée, fransk skidskytt.
  - Patrik Eriksson-Ohlsson, svensk fotbollsspelare.
- 13 augusti - Andreas Larsson, svensk handbollsspelare.
- 16 augusti
  - Krisztina Egerszegi, ungersk simmare.
  - Didier Cuche, schweizisk alpin skidåkare.
- 17 augusti - Niclas Jensen, dansk fotbollsspelare.
- 23 augusti - Benjamin Limo, kenyansk friidrottare.
- 27 augusti - Manny Fernandez, kanadensisk ishockeymålvakt.
- 28 augusti - Carsten Jancker, tysk fotbollsspelare.
- 29 augusti - Nicola Amoruso, italiensk fotbollsspelare.
- 31 augusti - Andrei Medvedev, ukrainsk tennisspelare.
- 2 september - Sami Salo, finländsk ishockeyspelare.
- 3 september - Martin Gerber, schweizisk ishockeyspelare.
- 6 september – Tim Henman, brittisk tennisspelare.
- 8 september
  - Daniel Rudslätt, svensk ishockeyspelare.
  - Yaw Preko, ghanansk fotbollsspelare.
- 10 september
  - Ben Wallace, amerikansk basketspelare.
  - Mirko Filipović, kroatisk MMA-fighter.
- 12 september - Nuno Valente, portugisisk fotbollsspelare.
- 14 september
  - Hicham El Guerrouj, marockansk medeldistanslöpare.
  - Patrick van Balkom, holländsk friidrottare.
- 18 september - Sol Campbell, engelsk fotbollsspelare.
- 21 september - Henning Fritz, tysk handbollsspelare.
- 25 september - Olivier Dacourt, fransk fotbollsspelare.
- 26 september - Fredrik Jacobson, svensk professionell golfspelare.
- 1 oktober
  - Mats Lindgren, svensk ishockeyspelare.
  - Aleksandr Averbukh, israelisk stavhoppare.

- 2 oktober – René Sommerfeldt, tysk längdskidåkare.
- 3 oktober - Marianne Timmer, nederländsk skridskoåkare.
- 6 oktober - Kenny Jönsson, svensk ishockeyspelare.
- 8 oktober - Fredrik Modin, svensk ishockeyspelare.
- 10 oktober
  - Chris Pronger, kanadensisk ishockeyspelare.
  - Patrik Allvin, svensk ishockeyspelare.
  - Dale Earnhardt Jr., amerikansk racerförare.
  - Julio Cruz, argentinsk fotbollsspelare.
- 11 oktober - Jason Arnott, kanadensisk ishockeyspelare.
- 16 oktober - Paul Kariya, kanadensisk ishockeyspelare.
- 20 oktober - Daniel Eriksson, svensk bandyspelare.
- 22 oktober - Miroslav Šatan, slovakisk ishockeyspelare.
- 26 oktober – Aki Parviainen, finländsk friidrottare.
- 28 oktober - Magnus Powell, svensk fotbollsspelare.
- 31 oktober - Muzzy Izzet, turkisk fotbollsspelare.
- 1 november - Emma George, australiensisk friidrottare.
- 2 november - Stéphane Sarrazin, fransk racerförare.
- 4 november - Magnus Muhrén, svensk bandyspelare.
- 7 november - Brigitte Foster-Hylton, jamaicansk friidrottare.
- 9 november
  - Sven Hannawald, tysk backhoppare.
  - Alessandro Del Piero, italiensk fotbollsspelare.
- 15 november - Sérgio Conceição, portugisisk fotbollsspelare.
- 16 november - Paul Scholes, engelsk fotbollsspelare.
- 17 november – Eunice Barber, fransk friidrottare.
- 18 november - Petter Solberg, norsk rallyförare
- 20 november - Marina Andrievskaia, svensk badmintonspelare.
- 23 november - Saku Koivu, finländsk ishockeyspelare.
- 25 november - Erik Adielsson, svensk travkusk
- 26 november – Roman Šebrle, tjeckisk friidrottare.
- 29 november - Pavol Demitra, slovakisk ishockeyspelare.
- 1 december - Costinha, portugisisk fotbollsspelare.
- 2 december - Dario Cioni, italiensk tävlingscyklist.
- 4 december
  - Manuela Henkel, tysk skidskytt.
  - Anke Huber, tysk tennisspelare.
- 12 december - Bernard Lagat, kenyansk friidrottare.
- 19 december - Minna Telde, svensk dressyrryttare.
- 20 december – Pietro Piller Cottrer, italiensk längdskidåkare.
- 21 december - Karrie Webb, australisk professionell golfspelare.
- 22 december - Christian Hoffmann, österrikisk längdskidåkare.
- 26 december - Linda Haglund, svensk bowlare.
- 27 december
  - Jay Pandolfo, amerikansk ishockeyspelare.
  - Sara Wedlund, svensk friidrottare.
- 28 december - Rob Niedermayer, kanadensisk ishockeyspelare.
- 29 december
  - Tommy Westlund, svensk ishockeyspelare.
  - Andrine Flemmen, norsk alpin skidåkare.
- 31 december
  - Mario Aerts, belgisk tävlingscyklist.
  - Tony Kanaan, brasiliansk racerförare.

## Avlidna
- 22 mars – Peter Revson, 35, amerikansk racerförare.
- 3 juni – Ego Boy, 7, svensk travhäst.
- 31 juli – Ragnar Wicksell, 81, svensk fotbolls- och bandypelare.
- 27 oktober – Rudolf Dassler, 76, tysk grundare av sportartikelfirman Puma.
- 28 oktober – Everaldo, 30, brasiliansk fotbollsspelare.
- 18 november – Gösta Lilliehöök, 90, svensk femkampare.
- 29 november – James J. Braddock, 69, amerikansk boxare.
- 5 december – Hazel Hotchkiss Wightman, 87, amerikansk tennisspelare.
- 26 december – Frank Hussey, 69, amerikansk friidrottare.
- 31 december – Robert Pache, 77, schweizisk fotbollsspelare.